# Шимонович, Мирослав
Мирослав Шимонович (словац. Miroslav Šimonovič, родился 10 августа 1974 года в Попраде) — словацкий хоккейный вратарь, чемпион мира 2002 года.

## Карьера

### Клубная
Почти всю свою карьеру Шимонович провёл в словацком чемпионате, играя за команды «Попрад», «Спишска-Нова-Вес», «Кошице», «Михаловце», «Жилина», «Зволен» и «Банска-Бистрица», а также за чешскую команду «Пльзень». Наивысших успехов добился с клубом «Кошице», с которым выиграл чемпионат Словакии в 1999 году и Континентальный кубок ИИХФ в 1997 году. Карьеру завершил в 2012 году, заняв пост тренера вратарей в «Попраде» в сезоне 2015/2016.

### В сборной
Шимонович играл в составе сборной Словакии на чемпионатах мира 1998, 1999 и 2002 годов, а также на Олимпийских играх 1998 года (но проиграл конкуренцию Игору Мурину). В 2002 году стал чемпионом мира в составе сборной Словакии.

## Достижения
- Чемпион Первой лиги Словакии: 1996
- Обладатель Континентального Кубка ИИХФ: 1997
- Лучший вратарь Континентального Кубка ИИХФ: 1997, 1998
- Член символической сборной Экстралиги: 1998, 2002
- Чемпион Экстралиги Словакии: 1999
- Чемпион мира: 2002
- Крест Президента Словацкой Республики I степени (15 мая 2002 года)[1]